# 雷恐怖症

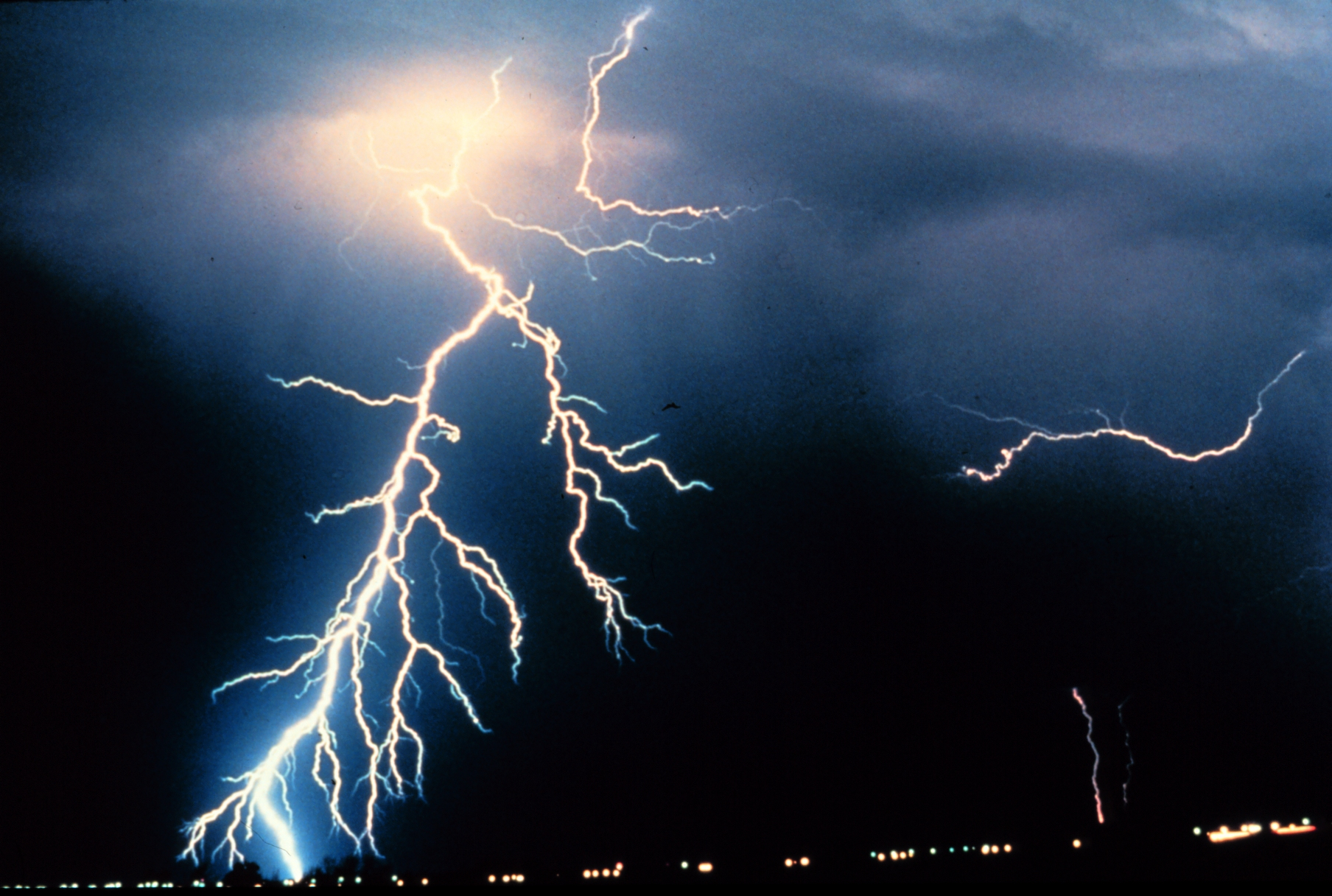
空を引き裂くような稲妻の光と、それに付随する雷鳴は、雷恐怖症の人にとっては恐怖の対象となり得る。

雷恐怖症（かみなりきょうふしょう、英語：astraphobia、brontophobia、keraunophobia、tonitrophobia）は、稲妻および雷鳴を対象とした異常恐怖症であり、単一恐怖の一種。人間のみならず、人間以外の動物でも生じるが、治療により取り除くことの出来る症状である。
英語の「Astraphobia」（アストラフォビア）は、ギリシア語の「ἀστραπή」（アルファベット表記：「astra」、日本語で「稲妻」の意）と「φόβος 」（アルファベット表記：「phobos」、日本語で「恐怖感」の意）に由来する。

## 症状
雷恐怖症を患う人は、雷が自分達の安全を脅かす危険性はほとんど無いと理解していても、しばしば不安に襲われる。その症状のいくつかは、身震いや叫び声、発汗、パニック状態、突然の尿意、吐き気、恐怖感、心拍の上昇など、他の多くの恐怖症と共通するものである。しかしながら雷恐怖症に特有の反応も存在する。例えば、安心させてくれる他者を必要としたり、反対に一人の時には症状が悪化したりするといったことである。また、雷恐怖症の人の多くは、雷雲から逃れるために一時的な避難場所を探す習性を持つ。彼らはたいてい稲光や雷鳴を認識しないようにするため、ベッドや掛け布団の下・クローゼットや地下室の中のように自分達がより安全だと感じる場所に隠れたり、自分の耳を塞いだり、窓をカーテンで閉め切ったりする。
なお、雷恐怖症であるかどうかの判断においては、天気予報に対してとても強い関心を抱いていることが一つの指標となる。雷恐怖症の人は接近する雷雲に対して敏感で、雨が降り続く期間中はテレビなどで頻りに天気予報を確認し、さらにはインターネット上で雷雲の軌道を追うこともある。その結果、まず必ず天気を調べてから初めて外出するほどに症状が重くなる人も居る。極端な場合には、自宅から離れることを厭う広場恐怖症を患うことに繋がる可能性もある。
また、2007年に行われたある研究によると、雷恐怖症はアメリカ合衆国内で動物恐怖症、高所恐怖症に続き、3番目によく見られる恐怖症とされている。

## 子供における雷恐怖症
雷恐怖症の症状は子供に多く見られるが、10代の少年や大人でも恐怖症を持つことがある。また、多数の子供には先述のような症状が散見されるが、当然のことながら子供は成熟するにつれ多くの恐怖を克服するため、すぐさま恐怖症と認定されるべきではない。もし彼らの症状が6ヶ月以上続いたならば、雷や稲妻に対する恐怖心は恐怖症によるものと考えられ、この場合は大人になって深刻な問題へと発展する可能性があるため、対処されるべきである。
また、子供達の恐怖心を軽減するため、雷雲が接近している間にゲームや運動をさせて恐怖を紛らわせることが出来る。さらには大人が雷を面白いものと見なして、雷が恐れるものではないことを子供の模範となるように示す方法もある。

## 治療法
最も広く一般に知られており、可能な範囲の中での最も効果的な治療法として、雷雲に身をさらし、最終的には耐性をつける方法がある。認知行動療法もまた雷恐怖症の治療によく用いられている。なお、恐怖症患者は雷雲が過ぎ去るまでの間に取り乱さないために、何らかの言葉を繰り返し口に出すよう指導されることが多い。

## イヌやネコにおける雷恐怖症
イヌは雷雲に襲われている間、激しい不安を見せることがしばしばあり、15〜30パーセントのイヌが雷恐怖症を持っていると推定されている。また、恐怖症を持つイヌの体内では雷雲が接近している間や過ぎ去った後にも、ストレスに関与するホルモンの一種であるコルチゾールが高水準で分泌されることが研究により確認されている。その治療法としては、恐怖を感じないようにするために訓練を行って雷への敏感性を抑えたり、不安を取り除く薬を投与したり、そのイヌを育てた母親から分泌されたホルモンに類似したイヌ鎮静ホルモンを与えるなどが挙げられる。
また、研究によるとネコも雷に対する恐怖感を抱く可能性があるとされている。恐怖症を持つのは非常に稀である一方で、雷雲が接近している際には、ネコは普通ベッドの下や戸棚の中に隠れることで危険から逃れる。